# Cooperativa de habitação
Uma cooperativa de habitação é uma pessoa coletiva proprietária de imóveis constituídos por um ou mais edifícios de habitação. A entidade é geralmente uma cooperativa ou uma associação ou uma sociedade por quotas e constitui uma forma de posse de habitação. Normalmente, as cooperativas de habitação são propriedade dos cooperantes, mas em alguns casos podem ser propriedade de uma organização sem fins lucrativos. São uma forma distinta de propriedade residencial que possui muitas características que as diferenciam de outros arranjos residenciais, como a propriedade de casas unifamiliares, condomínios e arrendamento (locação).

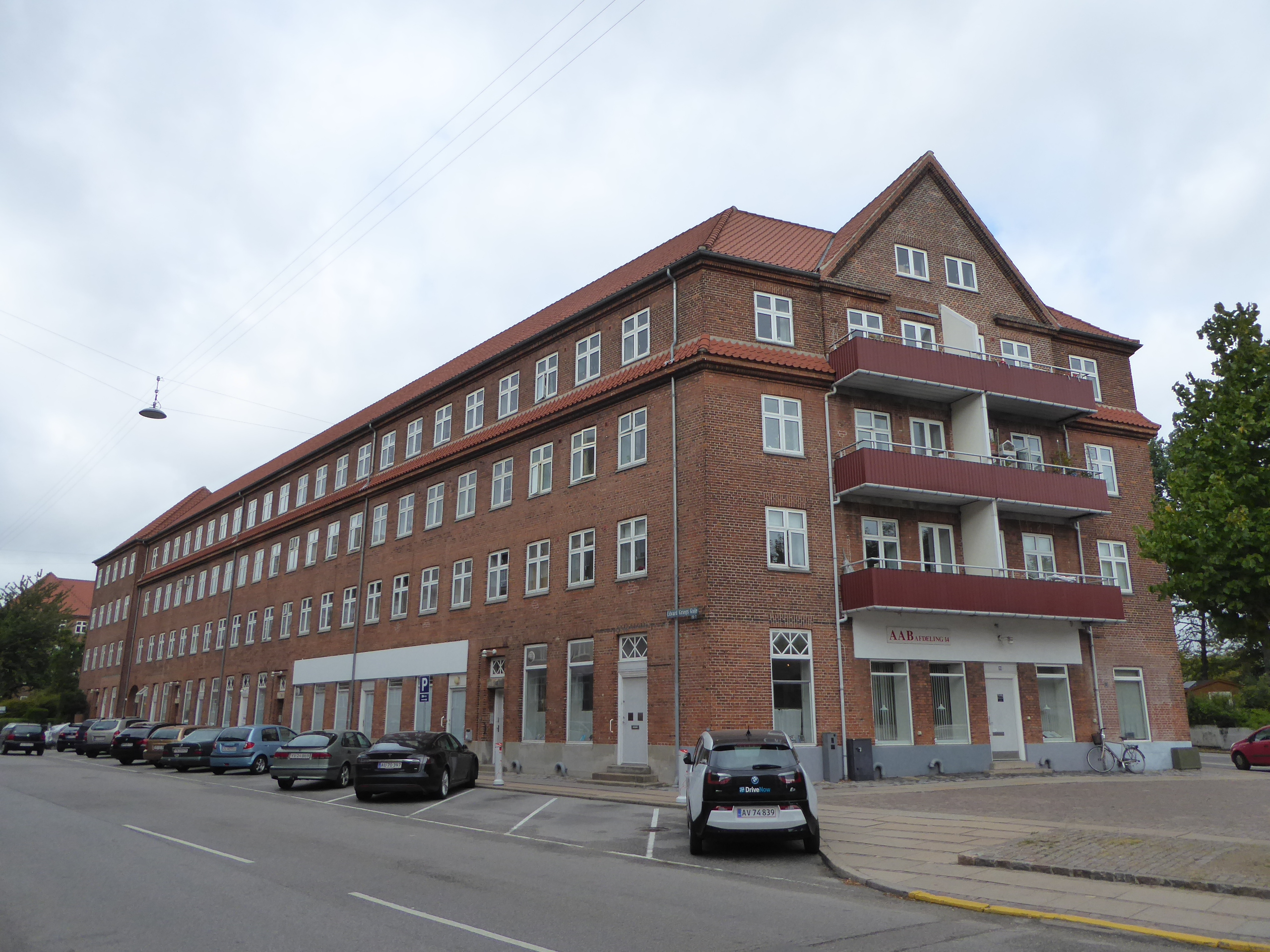
Habitações Económicas da Cooperativa de Habitação social no bairro de Østerbro, Copenhaga, Dinamarca, pertencente à Associação Cooperativa de Habitação dos Trabalhadores (Arbejdernes Andelsboligforening, AAB).

A cooperativa é baseada em cooperantes, sendo a adesão concedida através da compra de quotas da cooperativa. Cada cooperante da pessoa coletiva tem o direito de ocupar uma fração (unidade) habitacional. Uma vantagem fundamental da cooperativa de habitação é a união dos recursos dos cooperantes para que o seu poder de compra seja alavancado; reduzindo assim o custo por membro em todos os serviços e produtos associados à propriedade habitacional.
Outro elemento-chave em algumas formas de cooperativa de habitação é que os cooperantes, através dos seus representantes eleitos, selecionam quem pode viver na cooperativa, ao contrário de qualquer outra forma de propriedade habitacional.

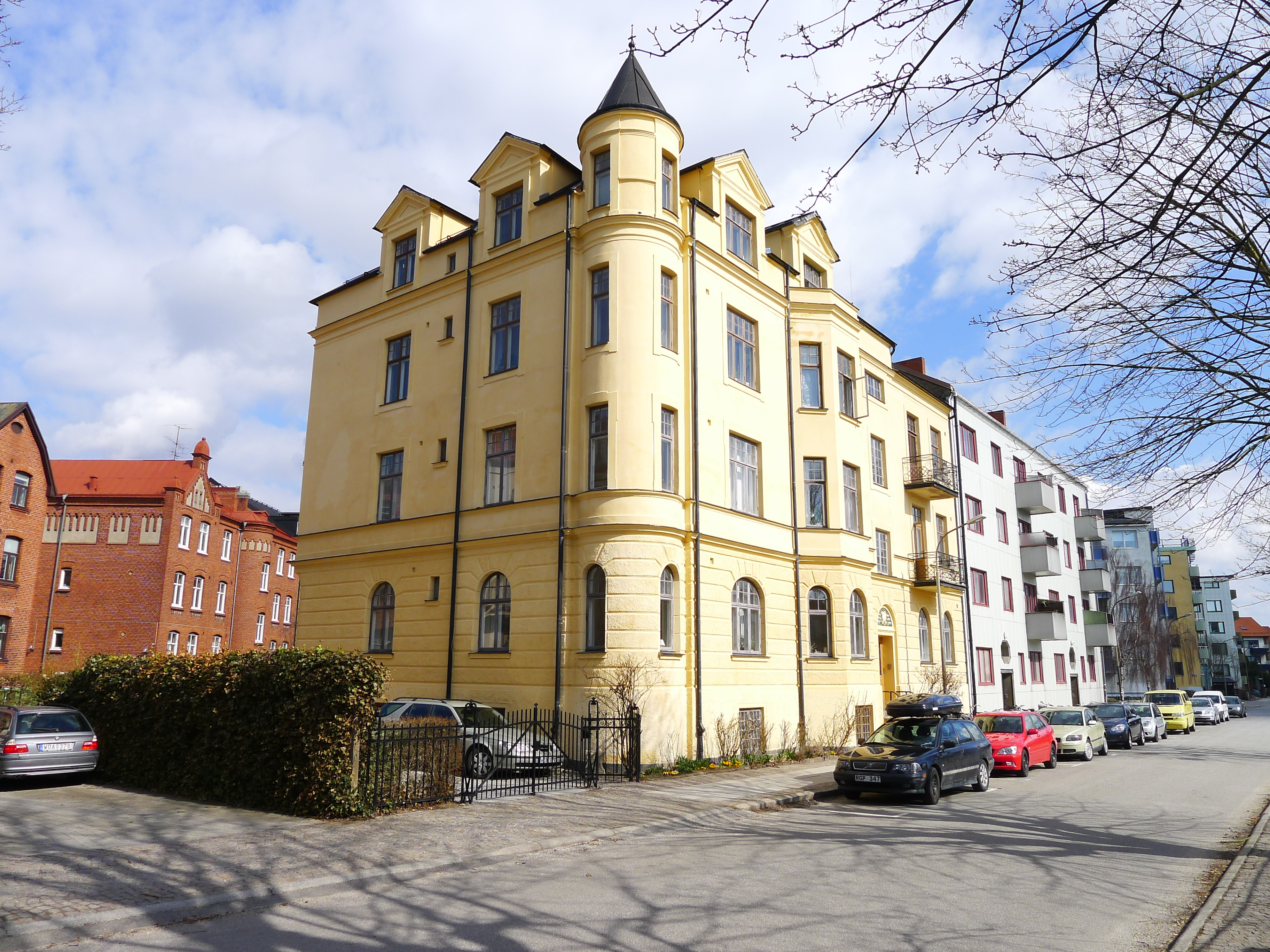
Edifícios de habitação de uma Cooperativa de Habitação social em Lund, na Suécia.

As cooperativas de habitação dividem-se em duas categorias gerais de posse: não propriedade (denominada cooperativa não patrimonial ou contínua) e propriedade (denominada cooperativa patrimonial ou estratificada). Nas cooperativas patrimoniais, os direitos de ocupação são, por vezes, concedidos através de contratos de compra e venda e de instrumentos jurídicos registados no título. Nas cooperativas não patrimoniais, os direitos de ocupação são, por vezes, concedidos mediante um contrato de usufruto ou contrato de comodato, semelhante a um arrendamento, ou mediante um contrato de propriedade resolúvel, em que a propriedade se transfere da cooperativa para o cooperante após o cumprimento de uma determinada condição de pagamento de um montante de rendas ou após um determinado período de tempo. Os estatutos sociais e o regulamento geral, bem como o acordo de ocupação, especificam as regras da cooperativa.

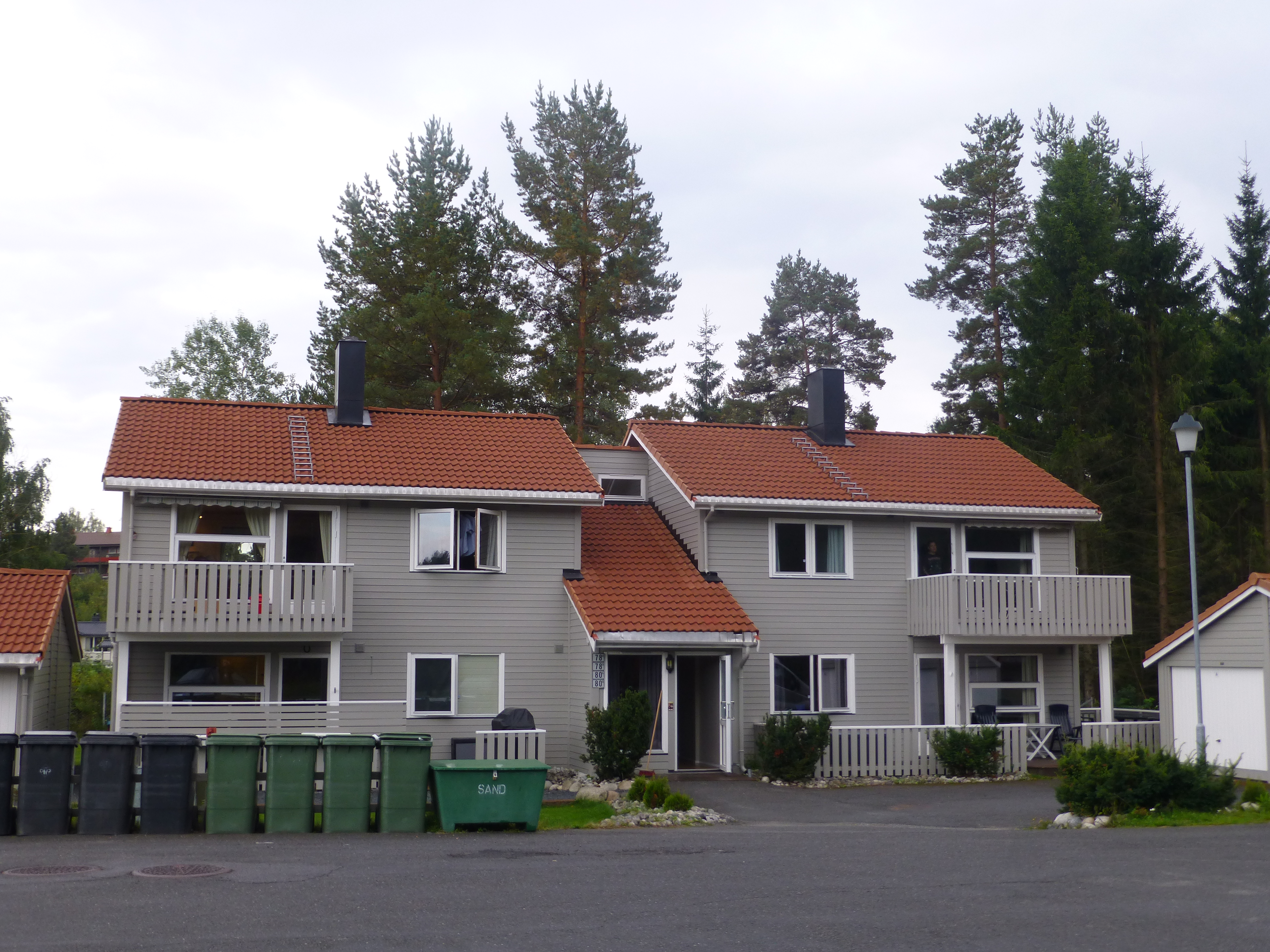
Habitações Económicas da Cooperativa Habitacional Sagatun (Ringbo BBL), em Hønefoss, na Noruega.

O termo cooperativa é também utilizado para descrever um modelo de cooperativa sem capital social, no qual os cooperantes, mediante o pagamento de quotas, obtêm o direito de ocupar um quarto e partilhar os recursos comuns de uma casa de propriedade de uma organização cooperativa. É o caso das cooperativas de residências de estudantes em algumas comunidades universitárias.

## Estatuto jurídico

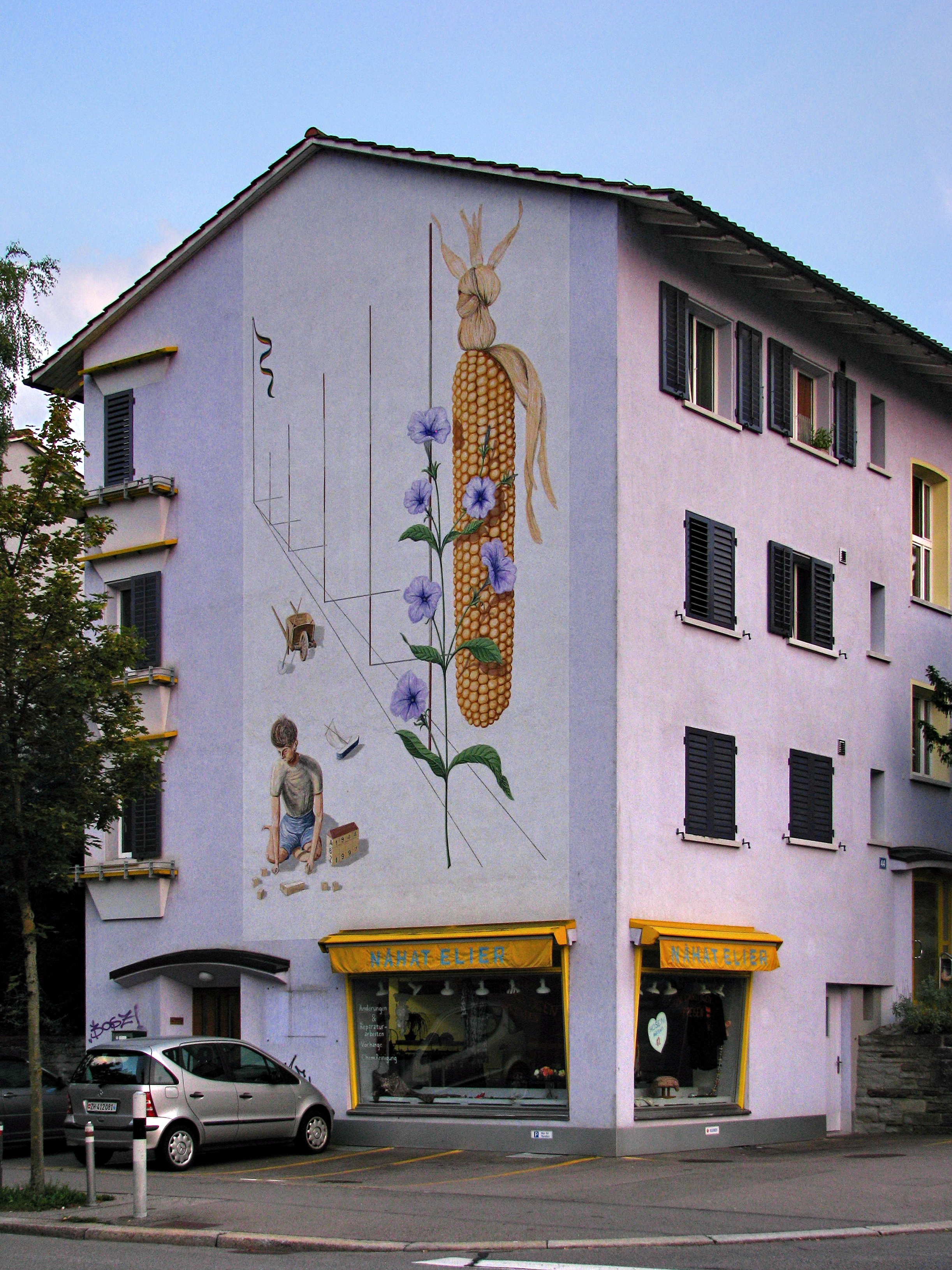
Habitações Sociais de uma Cooperativa de Habitação em Oerlikon, Zurique, Suíça.

Como entidade jurídica, uma cooperativa pode contratar outras empresas ou particulares para lhe prestarem serviços, como um empreiteiro ou um administrador. Também pode contratar funcionários, como um contabilista ou um zelador, para lidar com tarefas específicas de manutenção nas quais os voluntários podem hesitar ou não ter habilidade, como a manutenção elétrica.
Nas cooperativas sem capital próprio e nas cooperativas de capital limitado, um cooperante de uma cooperativa não possui bens imóveis, mas sim uma quota da entidade jurídica que os detém. A propriedade cooperativa é bastante distinta dos condomínios, onde as pessoas possuem frações (unidades) individuais e têm pouca influência sobre quem se muda para as outras frações (unidades). Por esta razão, a maioria das jurisdições desenvolveu legislação separada, semelhante às leis que regulam as sociedades, para regular a forma como as cooperativas são operadas e os direitos e obrigações dos quotizados.

## Propriedade

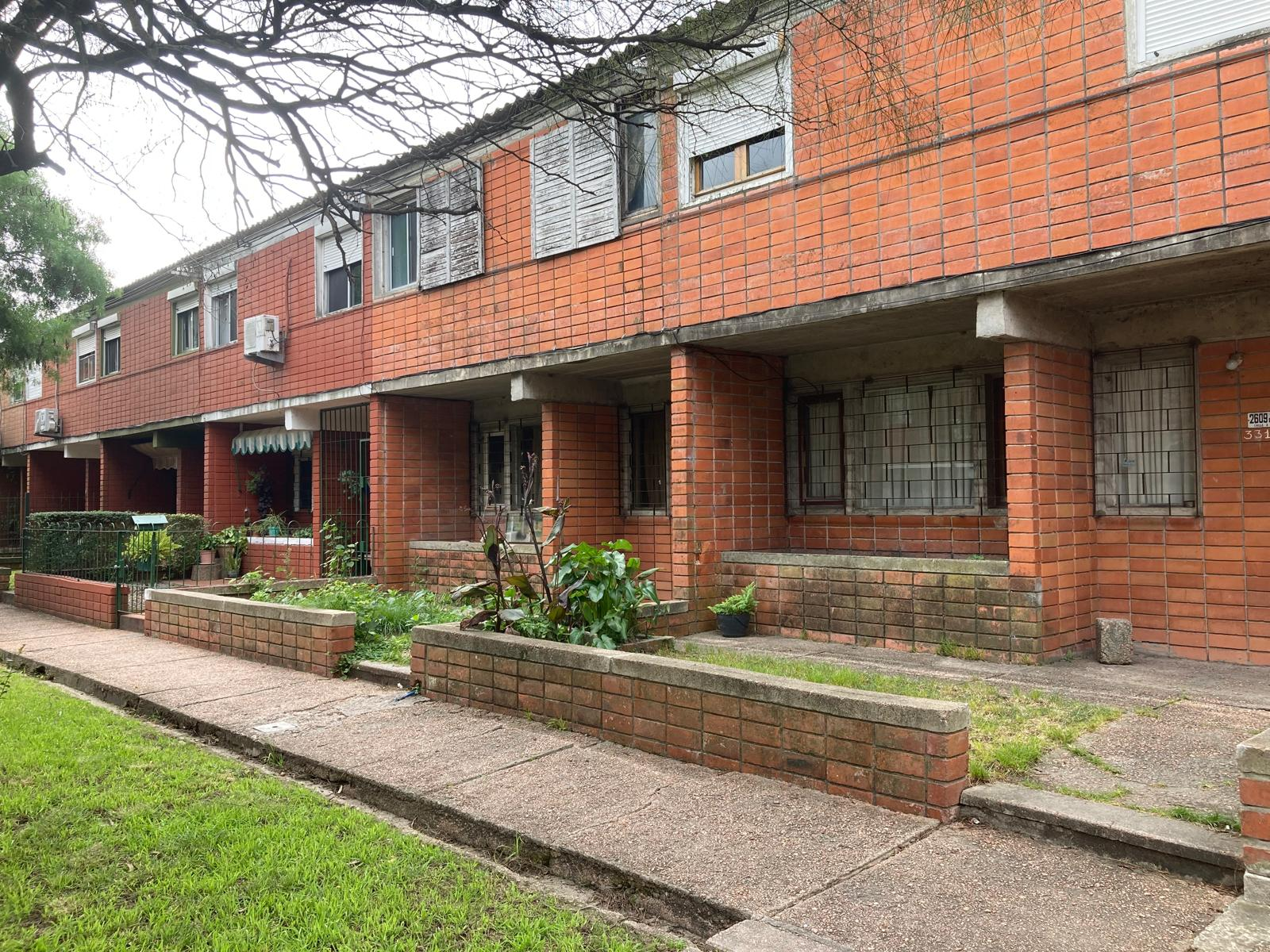
Complexo habitacional cooperativo Mesa 1 em Montevidéu, Uruguai.

Cada residente ou agregado familiar residente é membro cooperante da cooperativa.
Nas cooperativas patrimoniais, os direitos de ocupação são transferidos para o comprador através da transferência de título, no final da construção da habitação.
Por outro lado, nas cooperativas não patrimoniais, os membros têm direitos de ocupação sobre um conjunto específico dentro da cooperativa de habitação, conforme descrito no seu contrato de usufruto ou contrato de comodato, que é essencialmente um arrendamento, ou contrato de propriedade resolúvel, que é um regime em que a propriedade se transfere da cooperativa para o cooperante após o cumprimento de uma determinada condição de pagamento de um montante de rendas ou após um determinado período de tempo. Como a cooperativa de habitação detém o título de propriedade de todas as frações (unidades) e estruturas habitacionais, suporta os custos de manutenção, reparação e substituição. Isto isenta o cooperante do custo e do ónus desse trabalho. Neste sentido, a cooperativa de habitação é como o proprietário num ambiente de arrendamento. No entanto, outra característica da vida cooperativa é que não tem fins lucrativos, pelo que o trabalho é realizado a preço de custo, sem fins lucrativos.
Em alguns casos, a cooperativa segue os Princípios de Rochdale, nos quais cada cooperante tem apenas um voto. A maioria das cooperativas é constituída como Cooperativa de Responsabilidade Limitada (CRL), onde o número de votos de um cooperante está ligado ao número de quotas de que é proprietário. Qualquer que seja a forma de voto empregue, é necessário realizar uma eleição entre os cooperantes para determinar quem os representará no conselho de administração (se existir), o órgão de gestão da cooperativa. O conselho de administração é geralmente responsável pelas decisões de negócio, incluindo as necessidades financeiras e a sustentabilidade da cooperativa. Embora as políticas variem de cooperativa para cooperativa e dependam em grande parte da vontade dos seus membros é, regra geral, necessária a maioria dos votos do conselho para tomar decisões de negócio.

## Gestão

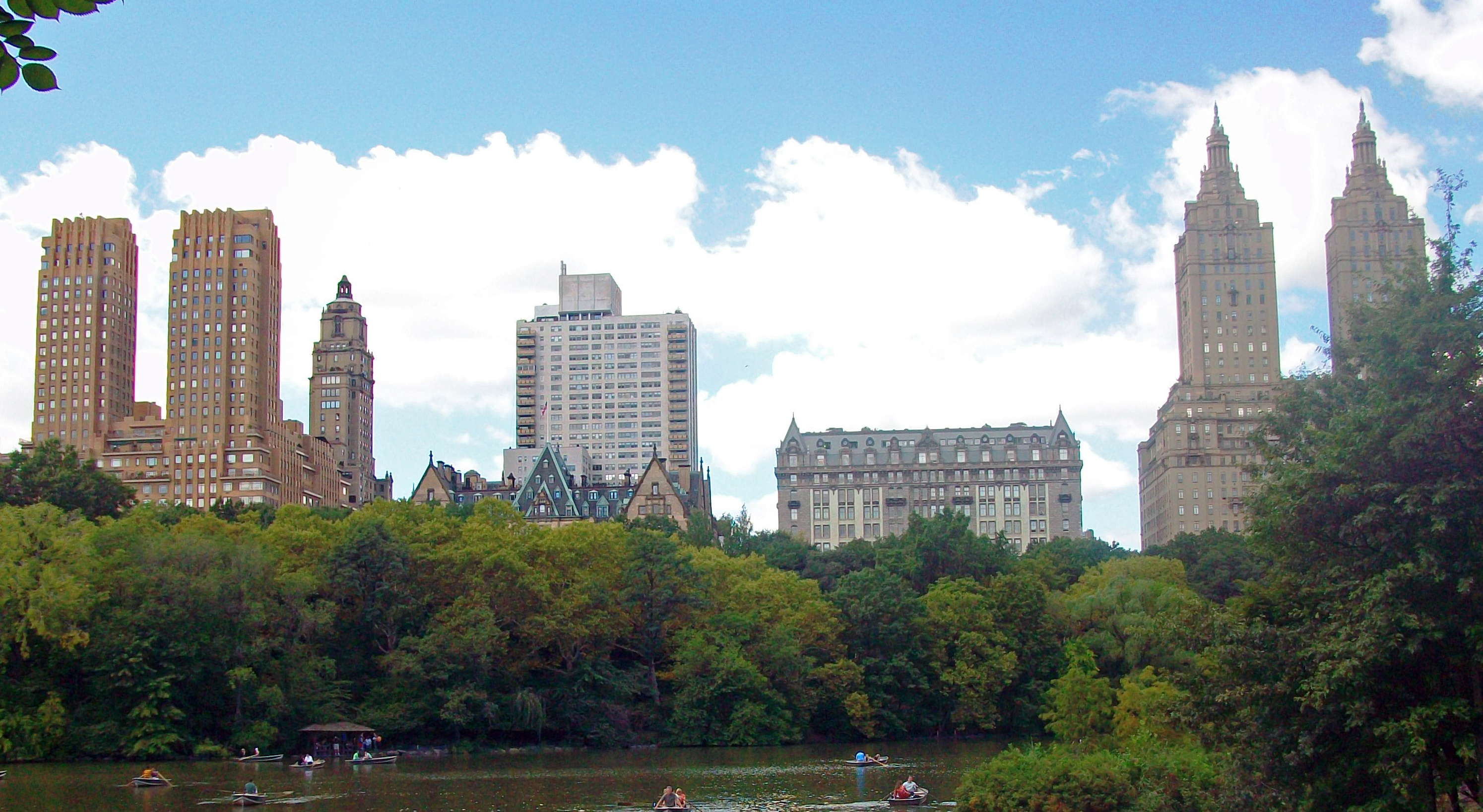
Cooperativas de Habitação no Central Park West em Manhattan, Nova Iorque, EUA, da esquerda para a direita: o Majestic, o Dakota, o Langham e o San Remo.

Nas cooperativas de maior dimensão, os membros elegem normalmente um conselho de administração de entre os quotizados numa assembleia geral, geralmente a assembleia ordinária anual. Nas cooperativas mais pequenas, todos os membros têm assento no conselho.

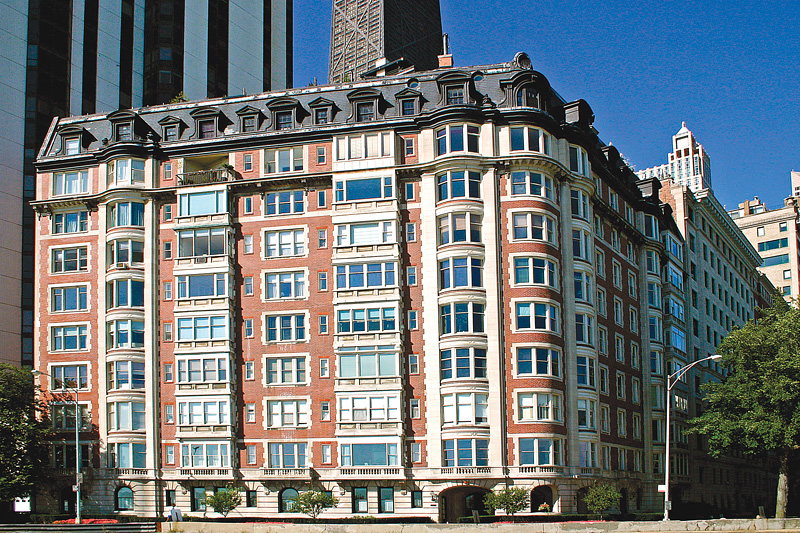
999 N. Lake Shore Drive, um edifício habitacional de uma Cooperativa de Habitação Social em Chicago, Illinois, EUA.

O conselho de administração de uma cooperativa de habitação é eleito pelos membros, proporcionando voz e representação na governação da propriedade. As regras são determinadas pelo conselho, proporcionando um meio flexível de abordar as questões que surgem numa comunidade para garantir a posse pacífica das suas casas pelos membros.

## Finanças
Uma cooperativa de habitação é normalmente de facto sem fins lucrativos, dado que a maior parte dos seus rendimentos provém das rendas pagas pelos seus moradores (se numa corporação formal, então acionistas), que são invariavelmente os seus membros. Não faz sentido criar um excedente deliberado — exceto para as necessidades operacionais, como a reserva de fundos para a reposição de ativos —, pois isso significa simplesmente que as rendas pagas pelos membros são fixadas num valor superior ao das despesas. (É possível que uma cooperativa de habitação possua outros activos geradores de receitas, como frações (unidades) comerciais arrendadas que poderia gerar rendimentos excedentes para compensar o custo da habitação, mas nestes casos as rendas da habitação são geralmente reduzidas para compensar as receitas adicionais).
No ciclo de vida dos edifícios, a reposição de activos (reparações de capital) requer fundos significativos que podem ser obtidos através de diversas formas: avaliações dos actuais proprietários; vendas de Quotas em Tesouraria (antigas unidades de arrendamento) a novos cooperantes; levantamentos de reservas; empréstimos sem garantia; excedentes operacionais; taxas sobre a venda de unidades de participação entre antigos e novos cooperantes, e aumentos de hipotecas existentes.
Existem cooperativas de habitação dos ricos e famosos: John Lennon, por exemplo, viveu no The Dakota, uma Cooperativa de Habitação, e a maioria dos apartamentos na cidade de Nova Iorque que são próprios, e não arrendados, são mantidos através de uma cooperativa, e não através de um acordo de condomínio.

### Cooperativas com taxa de mercado e com capital limitado
Existem dois tipos principais de determinação do preço das quotas das cooperativas de habitação: com taxa de mercado e com capital limitado. Com a taxa de mercado, o preço das quotas pode subir no mercado aberto e os quotizados podem vender a qualquer preço que o mercado suporte quando quiserem mudar-se. Em muitos aspetos, a taxa de mercado é financeiramente semelhante à quota dos condóminos de um condomínio, com a diferença de que, por vezes, a cooperativa pode ter uma hipoteca para a construção do edifício, resultando numa quota mensal mais elevada paga à cooperativa do que seria a quota do condómino de um condomínio. No entanto, o preço de compra de uma habitação comparável na cooperativa é muito mais baixo, porque é ao preço de custo de construção, isto é, sem lucros para intermediários ou agentes de mercado.
Com o capital limitado, a cooperativa tem regras sobre a fixação do preço das quotas quando vendidas. A ideia por trás do capital limitado é manter a habitação acessível. Um subconjunto do modelo de capital limitado é o modelo sem capital, que se assemelha muito ao arrendamento (aluguer), com um preço de compra muito baixo (comparável a um depósito de garantia de arrendamento ou caução) e uma taxa mensal em vez da renda do arrendamento (aluguer). Ao vender, tudo o que é recuperado é esse preço de compra muito baixo.

## Inquérito sobre cooperativas habitacionais
Investigações realizadas no Canadá constataram que os residentes das cooperativas habitacionais se autoavaliavam como tendo a mais elevada qualidade de vida e satisfação com a habitação entre todas os tipos de habitação urbana no Canadá. Outras investigações junto de residentes mais idosos dos Estados Unidos verificaram que aqueles que viviam em cooperativas de habitação se sentiam muito mais seguros, independentes, satisfeitos com a vida, tinham mais amigos, mais privacidade, eram mais saudáveis e tinham os seus pertences reparados mais rapidamente. Investigadores da Austrália constataram que as cooperativas de habitação construíam redes sociais e apoios mais fortes, bem como melhores relações com os vizinhos em comparação com outras formas de habitação. Custavam menos de metade aos residentes e apresentavam menores taxas de endividamento e de desocupação. Outras investigações nos EUA verificaram que as cooperativas de habitação tendiam a apresentar índices mais elevados de qualidade de construção, segurança dos edifícios, sentimentos de segurança entre os residentes, taxas de criminalidade mais baixas, acesso estável à habitação e custos significativamente mais baixos em comparação com as habitações convencionais.